# Hermann Martens
Hermann Martens (Berlino, 16 aprile 1887 – 1916) è stato un pistard tedesco.

## Palmarès

### Olimpiadi
- Argento a Londra 1908 nell'inseguimento a squadre.